# Четика (Арецо)
Четика је насеље у Италији у округу Арецо, региону Тоскана.
Према процени из 2011. у насељу је живело 265 становника. Насеље се налази на надморској висини од 717 м.